# Batentaban Borealis
Batentaban Borealis eller Chi Draconis (χ Draconis, förkortat Chi Dra, χ Dra) som är stjärnans Bayerbeteckning, är en spektroslopisk dubbelstjärna med en omloppsperiod på 280,55 dygn, belägen i nordöstra delen av stjärnbilden Draken. Den har en kombinerad skenbar magnitud på 3,57 och är synlig för blotta ögat. Baserat på parallaxmätning inom Hipparcosuppdraget på 124,11 mas, beräknas den befinna sig på ett avstånd av 26,3 ljusår (8 parsek) från solen.

## Egenskaper
Den primära komponenten av Batentaban Borealis är en gulvit stjärna i huvudserien av spektralklass F7V. Den har en massa som är ungefär lika med solens massa och en radie som är 73 procent av solens. Den uppskattas vara 5,3 miljarder år gammal och avger 1,86 gånger mer energi än solen från sin fotosfär vid en effektiv temperatur på 6 150 K.
Följeslagaren är en orange stjärna av spektralklass K0V, som är mindre massiv och avger mindre energi än solen. De två stjärnorna har en genomsnittlig separation av mindre än en astronomisk enhet, vilket skulle störa banan hos en eventuell jordliknande planet, som var tillräckligt nära primärstjärnan för att kunna bära flytande vatten. De två stjärnorna har mindre än hälften av tunga beståndsdelar än solen och är ungefär en miljard år äldre.